# Sjećanje na Georgiju (2002.)
Sjećanje na Georgiju, hrvatski dugometražni film iz 2002. godine.